# Hans Herrmann (Maler)

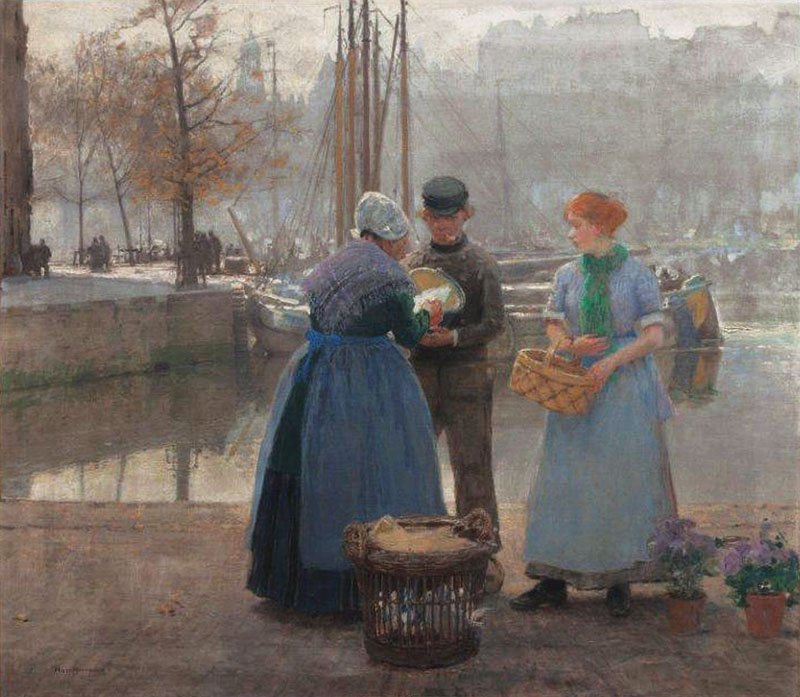
Herbstmorgen in Rotterdam, um 1900

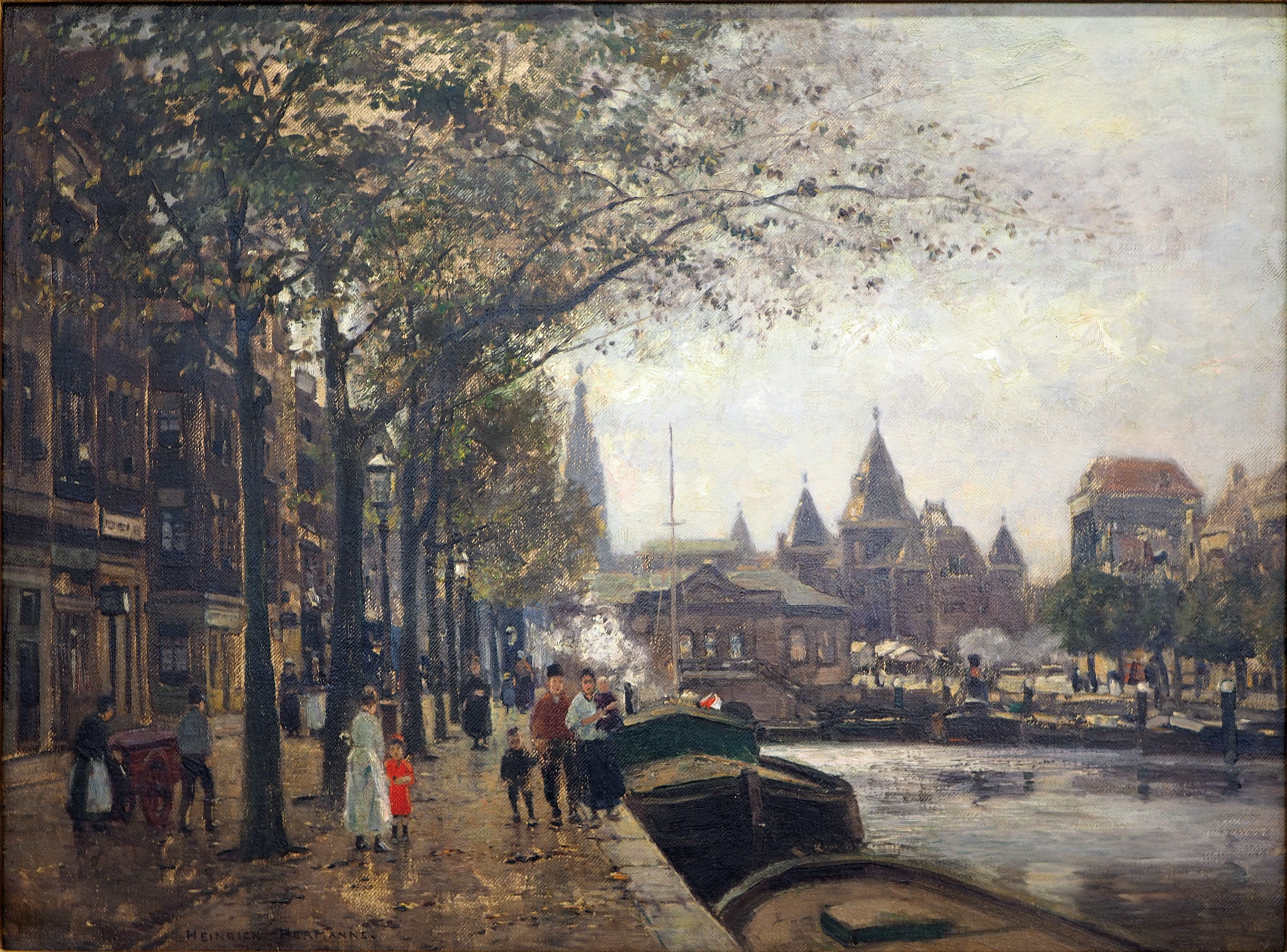
Gracht in Amsterdam

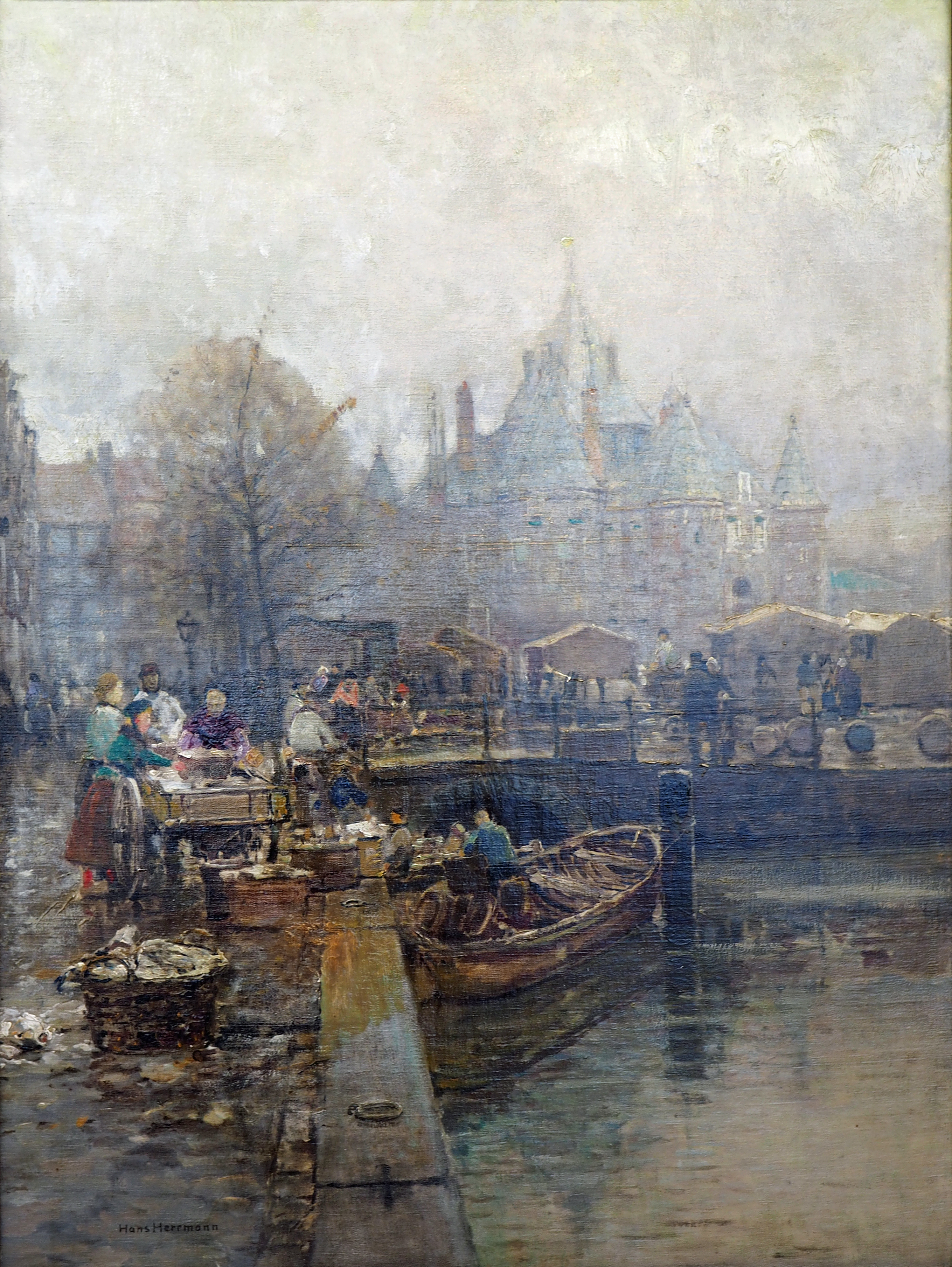
Fischmarkt an einer Gracht in Amsterdam

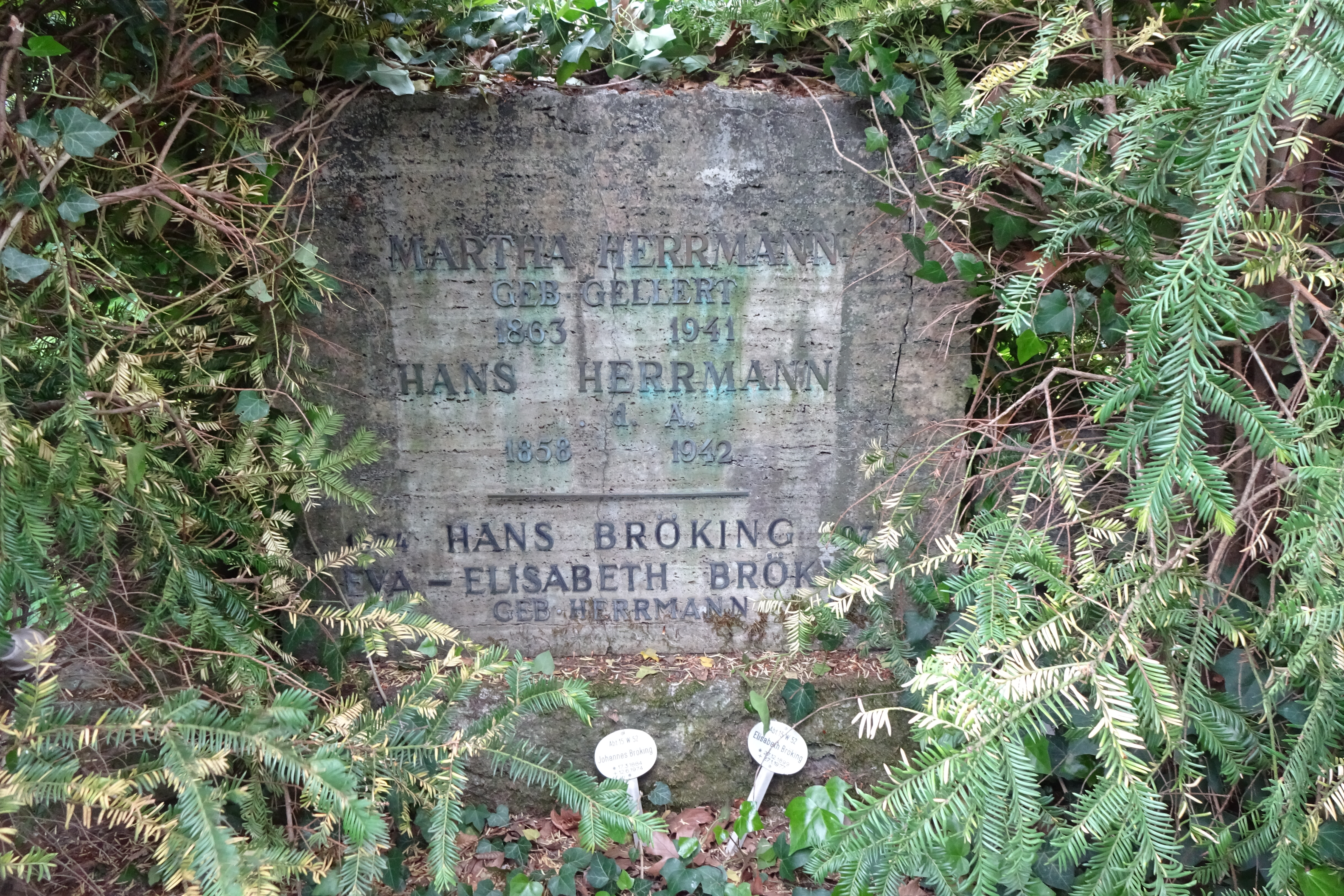
Grabstätte auf dem Friedhof Zehlendorf

Johann Emil Rudolf Herrmann (* 8. März 1858 in Berlin; † 21. Juli 1942 ebenda; alternative Namen: Johann Hermann, Hans Hermann) war ein deutscher Landschafts- und Genremaler des Realismus, Naturalismus und deutschen Impressionismus.

## Leben

Gedenktafel am Familiengrab Herrmann auf dem Friedhof der Bethlehems-Gemeinde in Berlin-Kreuzberg; Hans Herrmann ist nicht dort beigesetzt

Herrmann studierte an der Kunstakademie Berlin unter Otto Knille, Karl Gussow und Christian Wilberg sowie an der Kunstakademie Düsseldorf unter Eugen Dücker. In der Landschafterklasse des Letzteren hielt er sich von 1879 bis 1882 auf. Regelmäßige Studienreisen führten ihn nach Holland, wo er unter anderem die Art Summer School von George Hitchcock besuchte, nach Frankreich und Italien. Er pflegte Freundschaften und Zusammenarbeit mit vielen bekannten Künstlern seiner Zeit. So war er Gründungsmitglied der Gruppe der Vereinigung der XI (mit Max Liebermann und Walter Leistikow) und der Berliner Akademie. Ab 1879 stellte er regelmäßig u. a. in Berlin (Akademie und Große Kunstausstellung), München (Glaspalast), Düsseldorf, Dresden und im Ausland aus.  Herrmann illustrierte 1886 bis 1890 für die Gartenlaube. Im Laufe seines Lebens schuf er vorwiegend  Landschafts-, Genre- und Stillleben zwischen Realismus, Naturalismus und Impressionismus, überwiegend in zahlreichen Gemälden und Aquarellen holländische Straßenszenen und -landschaften.
Hans Herrmann starb 1942 im Alter von 84 Jahren in seiner Wohnung in der Rolandstraße 6 in Berlin-Nikolassee an Herzmuskelschwäche. Sein Grab befindet sich auf dem Friedhof Zehlendorf. Von 1987 bis 2009 war die letzte Ruhestätte von Hans Herrmann als Ehrengrab des Landes Berlin gewidmet. An ihn erinnert auch eine Inschriftentafel am Erbbegräbnis der Familie Herrmann auf dem Friedhof der Bethlehemsgemeinde in Berlin-Kreuzberg.

## Werke (Auswahl)
- Fischerdorf an der Zuidersee
- Werft an der Zuidersee
- Holländische Grachtenansicht
- Blick über die Singelgracht auf die Lutherkirche in Amsterdam (Deutsches Schifffahrtsmuseum, Bremerhaven)
- Fischmarkt an einer Gracht in Amsterdam
- Die Westerkerk in Amsterdam